# Timon Screech
Timon Screech, né le 28 septembre 1961 à Birmingham, est professeur d'histoire de l'art à l'École des études orientales et africaines de l'université de Londres. Il est spécialiste de l'art et de la culture du début de l'époque moderne du Japon.
En 1985, Screech obtient un baccalauréat en études orientales (japonais) à l'université d'Oxford. En 1991, il complète son doctorat en histoire de l'art à l'université Harvard. Depuis sa sortie de Harvard, il est à l'École des études orientales et africaines et il a également été professeur invité d'histoire de l'art à l'université de Chicago, et chercheur invité à l'université Gakushūin et l'université Waseda à Tokyo. Screech est professeur invité permanent à l'université des arts Tama de Tokyo. Son principal projet de recherche actuel est lié à l'histoire des débuts de la Compagnie anglaise des Indes orientales au Japon(1613-1626).

## École des études orientales et africaines
Screech est professeur d'histoire de l'art dans le département d'art et archéologie de l'École des études orientales et africaines. Les domaines particuliers d'intérêt du professeur Screech sont l'histoire de l'art japonais, la peinture d'Edo, les contacts entre le Japon et l'Europe au XVIIIe siècle, l'histoire des sciences au Japon et la théorie de l'histoire de l'art. Il est élu à une chaire d'histoire de l'art en 2006. Screech est également chef du département d'histoire de l'art et d'archéologie à l'École des études orientales et africaines et à son école des arts.

## Ouvrages publiés
- Screech, Timon. (2007). Ningen kouryuu no edo bijutsushi [Edo art and the exchange of persons]. Tokyo: University of Tokyo Press.
- __________. (2006). Secret Memoirs of the Shoguns: Isaac Titsingh and Japan, 1779-1822. London: RoutledgeCurzon. 	 (ISBN 0-203-09985-0),  (ISBN 978-0-203-09985-8); OCLC 65177072
- __________. (2006). Edo no igirisu netsu [Britain in the Edo Period]. Tokyo: Kōdansha.  (ISBN 4-06-258352-6)
- __________. (2005). "Pictures, the Most Part Bawdy: The Anglo-Japanese Painting Trade in the Early 1600s", Art Bulletin. Vol. 87, No. 1, p. 50–72.
- __________. (2005). "Introduction", Japan Extolled and Decried: Park Oeter Thunberg and the Shogun's Realm. London: RoutledgeCurzon.
- __________. (2005). Japan Extolled and Decried: Carl Peter Thunberg and Japan. London: RoutledgeCurzon.  (ISBN 978-0-7007-1719-4) (cloth);  (ISBN 978-0-203-02035-7) (electronic)
- __________. (2003). Sex and Consumerism in Edo Japan. In: Consuming Bodies: Sex and Consumerism in Japanese Contemporary Art. London: Reaktion Books.
- __________. (2002). "Dressing Samuel Pepys: Japanese Garments and International Diplomacy in the Edo Period", Orientations. Vol. 2, p. 50–57.
- __________. (2002). "Erotyczne obrazy japonskie 1700-1820." Universitas Krakow.  (ISBN 1-86189-030-3)
- __________. (2002). "The Edo Pleasure Districts as 'Pornotopia'", Orientations, Vol. 2, p. 36–42.
- __________. (2001) "The Birth of the Anatomical Body", Births and Rebirths in Japanese Art. Leiden: Hotei Press.
- __________. (2001). "The visual legacy of Dodonaeus in botanical and Human Categorisation", Dodonaeus in Japan: Translation and the Scientific Mind in Tokugawa Japan. Leuven: Katholieke Universiteit Leuven.
- __________. (2000). The Shogun's Painted Culture: Fear and Creativity in the Japanese States, 1760-1829. London: Reaktion Books. (London).  (ISBN 1-86189-064-8)
- __________. (1998). Sex and the Floating World: Erotic Imagery in Japan, 1720-1810. London: Reaktion Books.  (ISBN 1-86189-030-3).
- __________. (1997). Edo no jintai o hiraku [Opening the Edo Body]. Tokyo: Sakuhinsha.  (ISBN 4-87893-753-X).
- __________. (1996). The Western Scientific Gaze and Popular Imagery in Later Edo Japan. Cambridge: Cambridge University Press.  (ISBN 0-521-46106-5).